# Tasmil (Ort, Lontas)
Tasmil ist ein osttimoresischer Ort im Suco Lontas (Verwaltungsamt Lolotoe, Gemeinde Bobonaro). Das Dorf liegt im Südwesten der Aldeia Tasmil, auf einer Meereshöhe von 1114 m, am Südhang des Lolo Gojer (1345 m). Eine kleine Straße verbindet Tasmil mit dem Nachbarort Ozo im Osten. Zwischen den Ortschaften entspringt der Fluss Phicigi.